# Josef Jakob (Politiker)
Josef Jakob (* 28. Januar 1896 in Hagen am Teutoburger Wald; † 28. Januar 1953 in Bocholt) war Arbeitersekretär der Katholischen Arbeiterbewegung (KAB), Politiker der Deutschen Zentrumspartei, Widerstandskämpfer gegen den Nationalsozialismus und NS-Opfer und nach 1945 Politiker der Christlich Demokratischen Partei (CDP), der Zentrumspartei und später der Christlich Demokratischen Union Deutschlands (CDU).

## Leben
Jakob war beruflich als Arbeitersekretär für die Katholische Arbeitnehmer-Bewegung (KAB) in Bocholt tätig und dort Geschäftsführer der gemeinnützigen Baugenossenschaft Heimstätte.
Im Mai 1928 wurde er für die Zentrumspartei als Abgeordneter in den Preußischen Landtag gewählt, dem er bis 1932 und erneut vom 9. Februar 1933 bis zum Ablauf der vierten Legislaturperiode angehörte. Im Parlament vertrat er den Wahlkreis 17 (Westfalen-Nord).
Nach der Machtübernahme der Nationalsozialisten wurde Jakob am 9. November 1933 von der Gestapo festgenommen und bis zum 24. Dezember in Recklinghausen inhaftiert. Mit dem Verbot der KAB verlor er auch seine Stellung als Arbeitersekretär. Am 11. Juli 1935 wurde er erneut verhaftet. Er pflegte Kontakt zu Bernhard Letterhaus, konnte sich aber nach dem Attentat vom 20. Juli 1944 einer weiteren Verhaftung entziehen.
Von 1948 bis 1949 war Jakob für Nordrhein-Westfalen Mitglied des Wirtschaftsrates der Bizone. Er trat am 3. März 1949 zur CDU über.

### 1896–1932
In den ersten Lebensjahren Jakobs zog die Familie aufgrund wechselnder Arbeitsmöglichkeiten des Vaters häufiger um, was für Jakob mit zahlreichen Schulwechseln verbunden war, bis die Familie 1912  dauerhaft in Neubeckum ansässig wurde. Josef Jakob begann dort eine Klempnerlehre und wurde Mitglied im Katholischen Arbeiterverein Neubeckum.
Als der Vater 1914 starb, brach er als Ältester von sieben Geschwistern die Lehre ab, um die Arbeit des Vaters in einem Zementwerk zu übernehmen, damit die Familie in der Werkswohnung wohnen bleiben konnte. Im Jahr 1915 wurde er als Infanterist zum Wehrdienst eingezogen. 1919 kehrte er nach britischer Kriegsgefangenschaft zurück nach Neubeckum und setzte die Arbeit in der Zementfabrik fort. Er wurde Vorsitzender des Ortskartells der christlichen Gewerkschaft, besuchte verschiedene Weiterbildungen der Gewerkschaft und fiel durch seine Redegewandtheit auf.

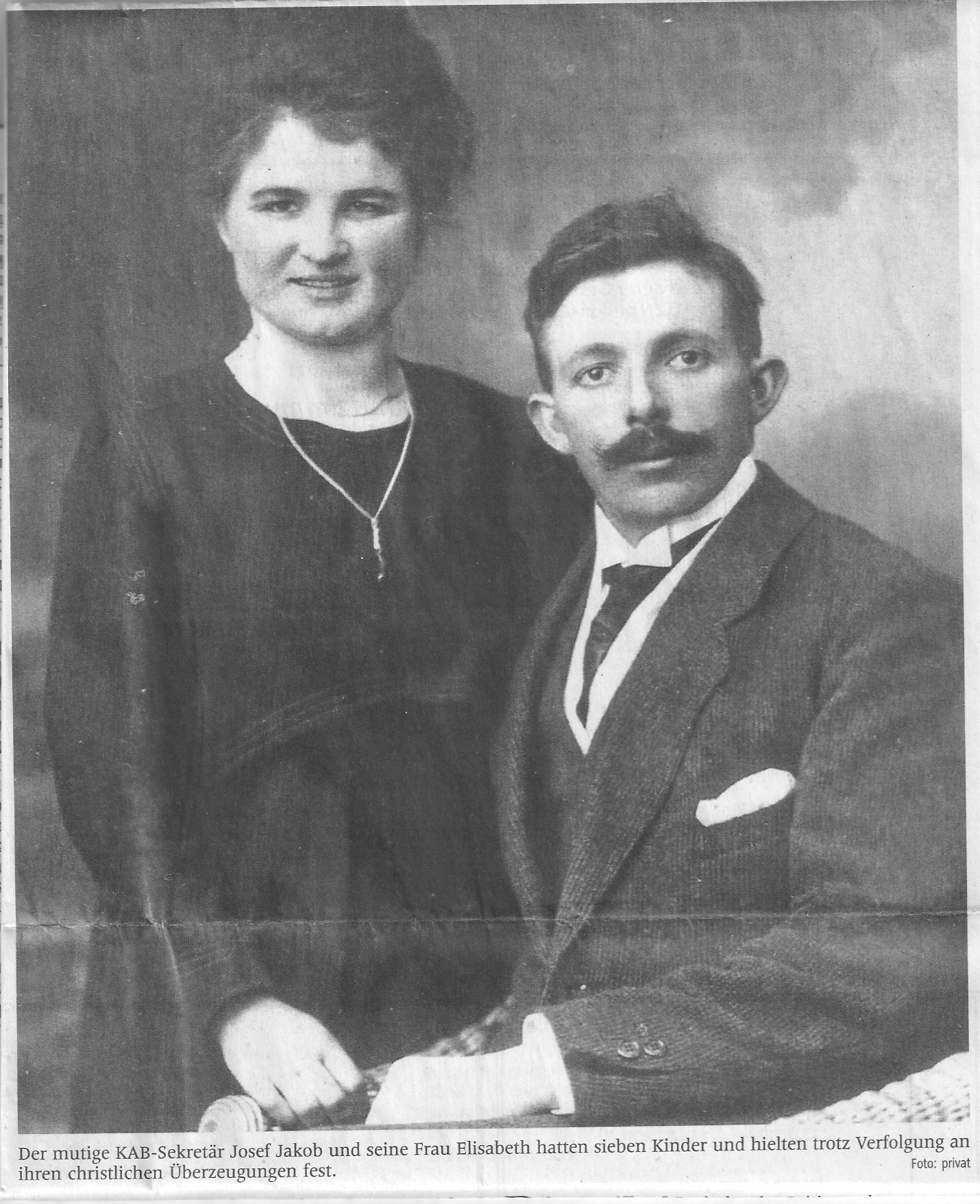
Josef Jakob und Elisabeth Bensmann kurz vor ihrer Hochzeit 1922

Im Jahr 1922 wurde er Arbeitersekretär der Katholischen Arbeitnehmer-Bewegung (KAB) des westlichen Münsterlandes mit Sitz in Bocholt, wo er mit Nikolaus Groß, Bernhard Letterhaus und Otto Müller zusammenarbeitete. Ebenfalls im Jahr 1922 heiratete er Elisabeth Bensmann. Das Paar bekam bis 1941 sieben Kinder. Seine Frau unterstützte ihn in seiner politischen Arbeit. 1923 wurde Jakob Stadtverordneter der Zentrumspartei in Bocholt. Als Mitbegründer und Geschäftsführer der 1927 gegründeten Bocholter Baugenossenschaft „Heimstätte“ setzte er sich für günstigen Wohnraum für Arbeiter ein.

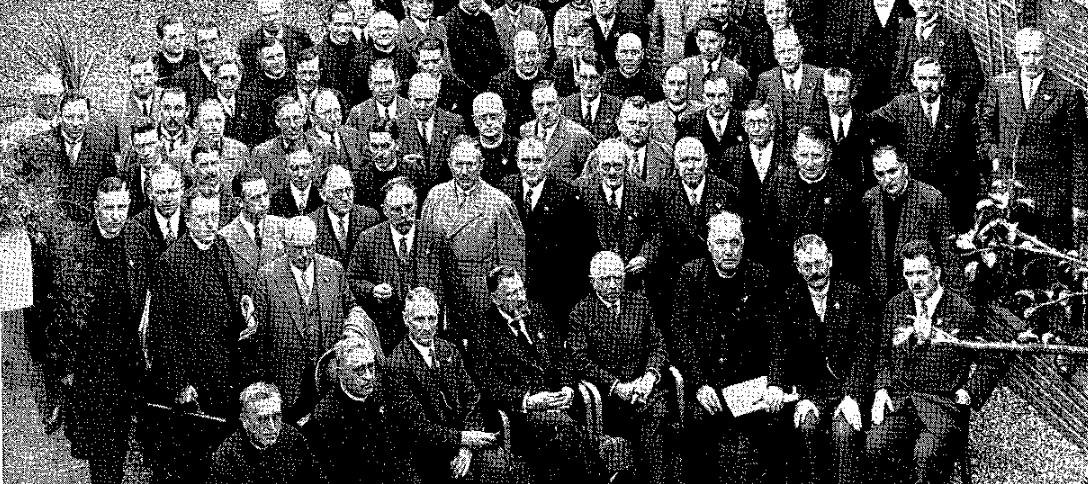
Josef Jakob bei einem Treffen der Katholischen Arbeiterinternationalen in Utrecht 1931, 3. Reihe 3. v. rechts

1928 wurde er Abgeordneter für die Zentrumspartei im preußischen Landtag. Zusammen mit seinem Freund Bernhard Letterhaus bekämpfte er in seinen Reden und Vorträgen sowohl im Landtag als auch in seinen übrigen Aktivitäten und Positionen den aufkommenden Faschismus. 1928 wurde er Mitbegründer der Katholischen Arbeiterinternationalen. 1932 wurde er aufgrund einer neuen Sitzverteilung zu Ungunsten der Zentrumspartei nicht erneut in den preußischen Landtag gewählt, rückte aber im Februar 1933 nach.

### 1933–1944
Als KAB-Sekretär organisierte Jakob katholische Großwallfahrten, die sich auch gegen nationalsozialistisches Gedankengut und die Machtergreifung Adolf Hitlers richteten. Nachdem sich andere Zentrumsabgeordnete im Bocholter Stadtrat als Hospitanten der NSDAP zugewandt hatten, legte Jakob sein Abgeordnetenmandat nieder.
Beim Sankt-Martins-Umzug 1933 in Bocholt wurde Jakob zum ersten Mal von der Gestapo in Haft genommen. Seine Frau Elisabeth setzte sich bei Bischof von Galen für die Freilassung ihres Mannes ein. Von Galen war seit langem durch gemeinsame Veranstaltungen und Besuche beruflich mit Josef Jakob verbunden. Ende Dezember wurde Jakob mit einer durch die schlechten Haftbedingungen im Gestapogefängnis Recklinghausen erworbenen Diabetes-Erkrankung aus der Haft entlassen.
1934 musste Jakob wegen des Diabetes zu einem längeren Kuraufenthalt nach Bad Mergentheim. In dieser Zeit vertrat ihn Nikolaus Groß im Westmünsterland als KAB-Sekretär und wohnte im Haus der Familie Jakob in Bocholt. Nach seiner Rückkehr setzte Jakob seinen Kampf gegen den Nationalsozialismus und auch gegen das Doppelmitgliedschaftsverbot fort.
Im Juni 1935 wurde er zum zweiten Mal durch die Gestapo festgenommen und im Recklinghausener Gestapogefängnis inhaftiert. Als Grund für die Inhaftierung wurde Hochverrat angegeben. Jakob sollte Papiere des ihm gut bekannten Friedrich Muckermann von den Niederlanden in das Deutsche Reich geschmuggelt haben. Da ihm im Gefängnis das Insulin verweigert wurde, erlitt er einen Schock. Daraufhin wurde er anonym am Hintereingang eines Krankenhauses abgelegt, wo er gefunden und ärztlich versorgt wurde. Ende September konnte die Aufhebung des Haftbefehls erwirkt werden.
Durch das Verbot der KAB wurde Jakob arbeitslos und versuchte, durch den Verkauf von Versicherungen und selbstgemalten Bildern seinen Lebensunterhalt zu verdienen. 1936 bekam er eine kleine Anstellung im Kreiskirchenamt. Die siebenköpfige Familie wurde in dieser Zeit auch durch Kapuziner sowie durch den KAB-Verbandspräses Otto Müller unterstützt. Jakob blieb politisch aktiv, u. a. über den Kettelerhaus-Kreis in Köln, der Teil des Kölner Kreises war und in Kontakt mit dem Kreisauer Kreis stand.
Über seine politischen Verbindungen wurde Jakob 1944 verstärkt in die Planungen zur Operation Walküre, das sogenannte Stauffenberg-Attentat am 20. Juli 1944 auf Hitler, eingebunden. Wäre das Attentat erfolgreich gewesen, wäre Jakob als Preußischer Staatssekretär vorgesehen gewesen. Nach dem Fehlschlag des Attentates wollte die Gestapo Jakob festnehmen und, wie Groß und Letterhaus, auch in Plötzensee hängen. Dazu kam es nicht, weil Jakobs Arzt ihn zu seinem Schutz in ein Diabetisches Koma versetzte, so dass die Gestapo-Beamten den Eindruck hatten, Jakob liege im Sterben. Nach stundenlanger Beobachtung verließen sie das Haus. Das Koma konnte beendet werden und Jakob sich bis zum Ende des Krieges verstecken.

### 1945–1953

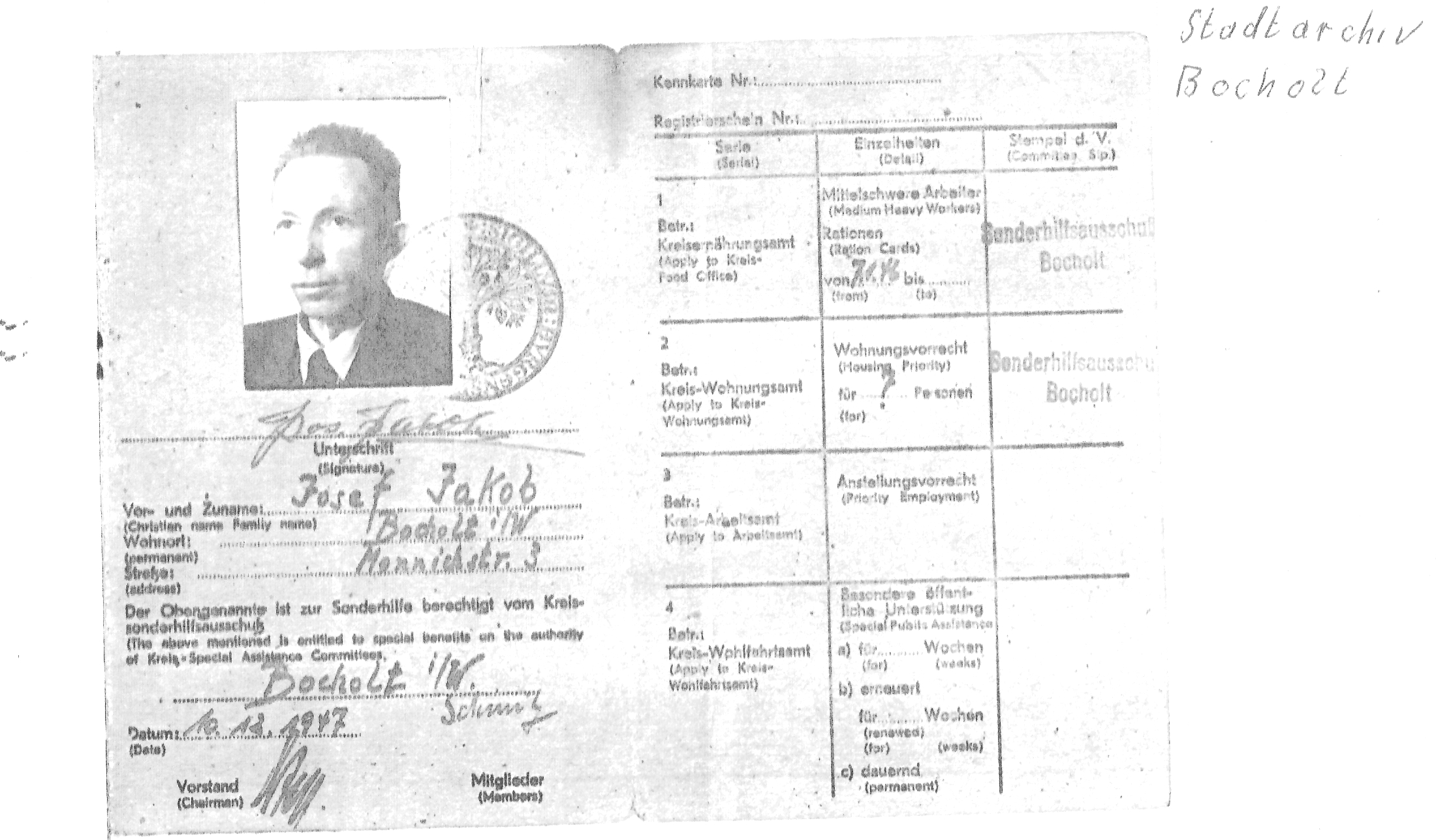
Anerkennung als Verfolgter des NS-Regimes von 1947

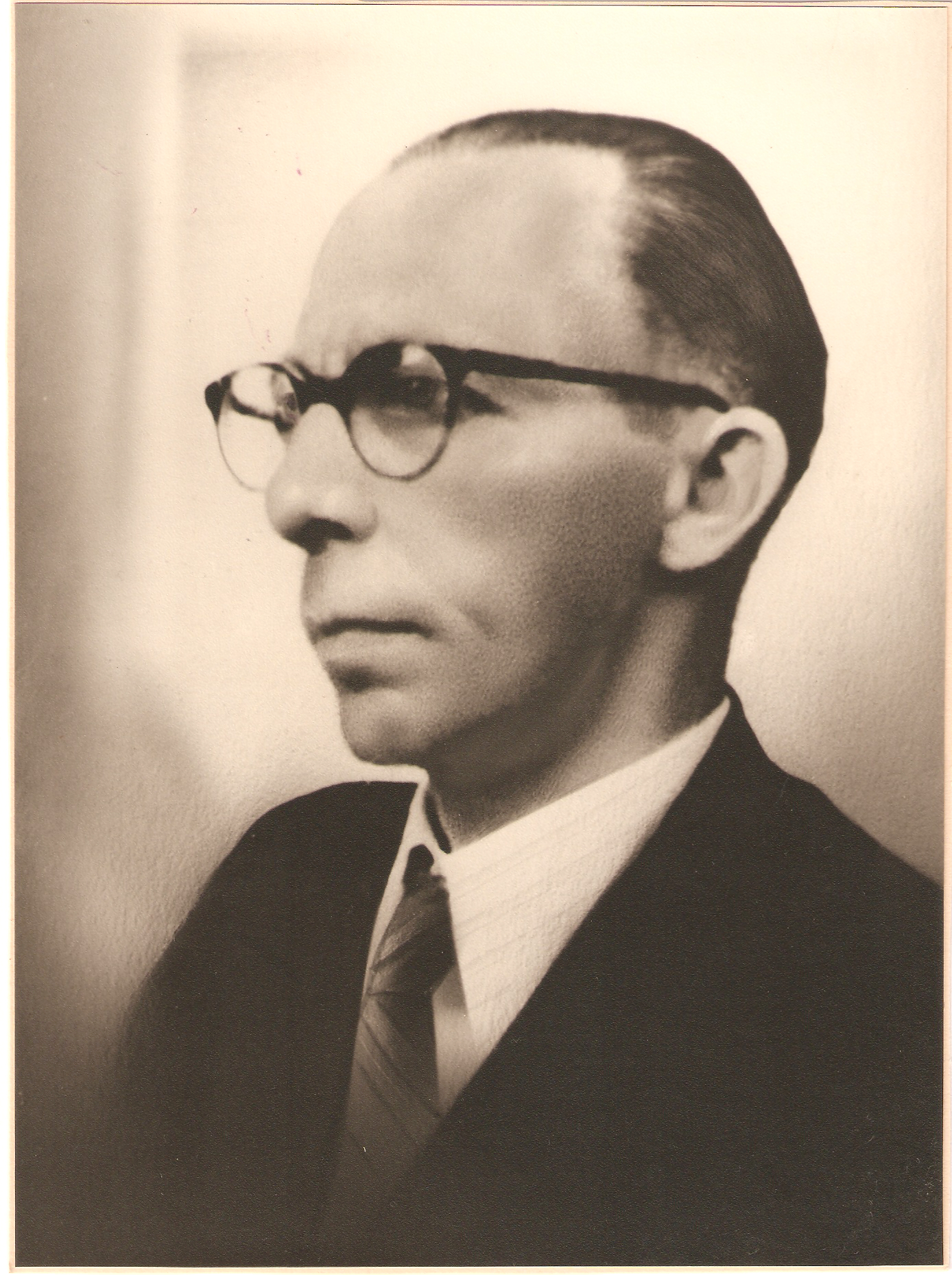
Josef Jakob ca. 1946/1947

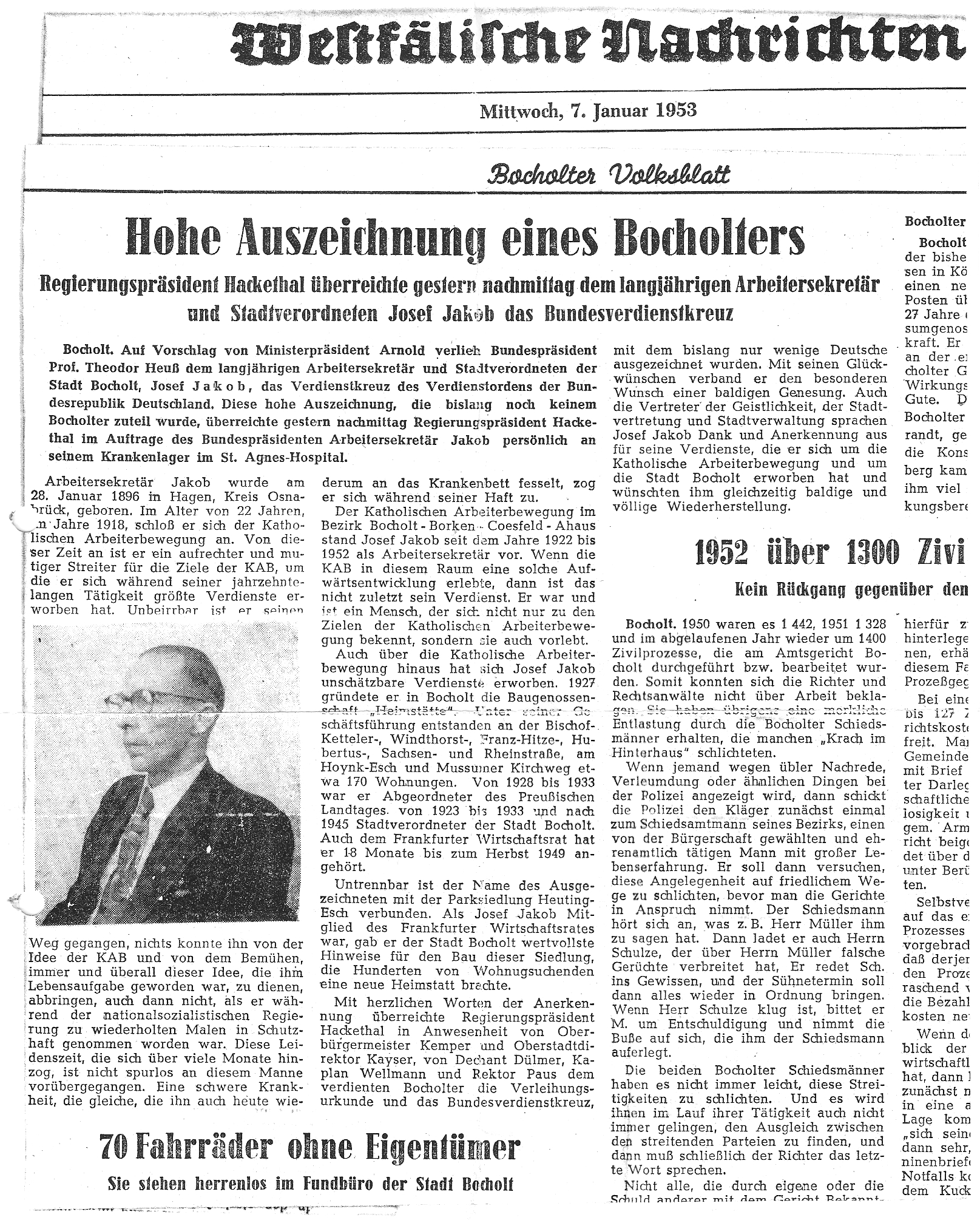
Zeitungsmeldung 1953 über die Verleihung des Bundesverdienstkreuzes an Josef Jakob

Bei dem Bombenangriff auf Bocholt im März 1945 kam Jakobs Frau Elisabeth ums Leben, während er selbst und die Kinder überlebten. Die 18-jährige Tochter Maria brach ihre Ausbildung ab und übernahm den Haushalt und die Fürsorge der jüngeren Geschwister.
Im Mai 1945 wurde Jakob Mitbegründer der neuen christlich-demokratischen Partei CDP, die später in der CDU aufging und sich für einen christlichen Sozialismus und eine Verstaatlichung zentraler gesellschaftlicher Bereiche einsetzte. Zugleich setzte er sich für die Neugründung der Zentrumspartei in Bocholt ein. In den Kommunalwahlen 1946 erhielt das Zentrum 20 %, die CDU 36 % Bei den Kommunalwahlen im Oktober 1948 bekam das Zentrum mehr Stimmen als die CDU, was auf die Beliebtheit Jakobs zurückgeführt wurde.
Im Februar 1948 wurde Jakob als Bocholter Stadtverordneter der Zentrumspartei bis September 1949 in den zweiten Frankfurter Wirtschaftsrat gewählt. Hier arbeitete er mit seinem KAB-Freund Bernhard Winkelheide zusammen. Als Schriftführer gehörte Jakob zum Präsidium des Wirtschaftsrates und arbeitete in den Ausschüssen Ernährung – Landwirtschaft – Forsten, Arbeit sowie Politische Prüfung. Im Juli 1951 trat Jakob in die CDU ein und baute hier die Sozialausschüsse bzw. den sogenannten Arbeitnehmerflügel der CDU mit auf.
Im September heiratete Jakob seine zweite Frau Hedwig Kötter.
Ende 1952 wurde er erneut in den Bocholter Stadtrat gewählt. Die Diabeteserkrankung führte im Sommer und an Weihnachten zu längeren Krankenhausaufenthalten. Am 5. Januar 1953 verlieh Bundespräsident Theodor Heuss ihm im Krankenhaus das Bundesverdienstkreuz für seine aufrechte Haltung in der Zeit des Nationalsozialismus.
An seinem 57. Geburtstag, dem 28. Januar 1953, starb Jakob im Krankenhaus in Bocholt.

## Religion, Politik und Widerstand Josef Jakobs – eine Einordnung
Josef Jakob war ein katholischer Christ. Daraus leitete er sein politisches Engagement unter anderem für bezahlbaren Wohnraum, gute Arbeitsbedingungen und die Arbeitermitbestimmung ab.
Er konnte beeindruckende Reden halten und war ein führender Kopf im christlichen und politischen Leben von Bocholt und der KAB Westmünsterland.
Das Leben Jesu war ihm Vorbild. Da die offizielle katholische Kirche aber nicht unbedingt die Interessen der Mittellosen und Arbeiter im Blick hatte, sondern vor allem Papst Pius XI. und später Papst Pius XII. machtpolitische und besitzstandswahrende Kalküls sowie den Kampf gegen den Sozialismus verfolgten (Rundschreiben Quadragesimo Anno und das Reichs-Konkordat), geriet Jakob häufig in einen inneren Konflikt. So wie es katholischen Christen im Widerstand gegen den Faschismus insgesamt erging, so erlebte es auch Josef Jakob im Kampf um den Erhalt der KAB und gegen den Nationalsozialismus, den er ohne praktische Rückendeckung seiner Kirche führt.

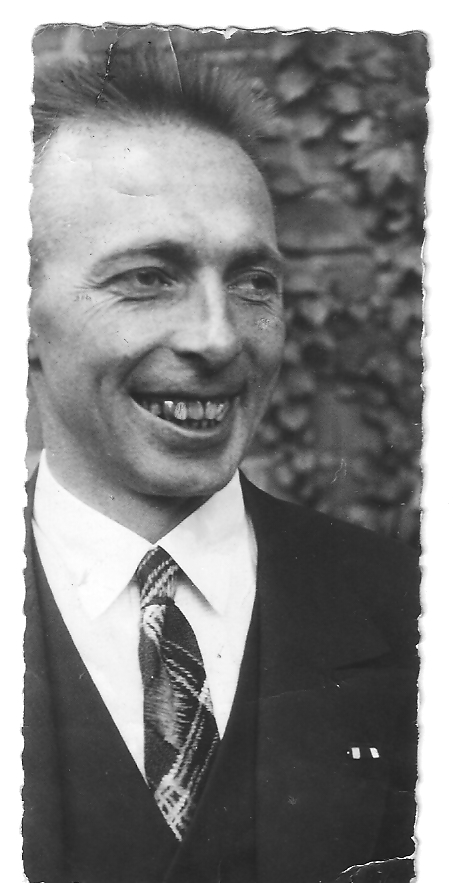
Josef Jakob ca. 1952

Auch die Verhaftungen und Gefängniszeiten sowie seine Mittellosigkeit durch Arbeitslosigkeit oder die staatliche Streichung des Kindergeldes hielten ihn nicht ab, seinen Protest gegen den Faschismus deutlich zu machen. Dies zeigte sich vor allem in den vielen alltäglichen Widerstandshandlungen, die häufig auf die gesamte Familie zurückfielen. So wurde keine Hakenkreuzfahne ausgehängt, die Kinder trugen keine Braunhemden oder BDM-Jacken, Menschen mit Judenstern wurden nicht des Gehweges verwiesen, sondern gegrüßt. Daneben ließ er häufig geheime Treffen des Kettelerhaus-Kreises in seinem Haus stattfinden und beteiligte sich im Hintergrund an den Vorbereitungen des Stauffenberg-Attentates auf Hitler.
Nach dem Zweiten Weltkrieg erfuhr Jakob zunächst, dass sein Antrag auf Anerkennung als politisch Verfolgter abgelehnt wurde. Erst mit massivem Einspruch und mit Hilfe zahlreicher Beglaubigungen durch seinen Arzt wurde er als politisch Verfolgter anerkannt, obwohl sein Schicksal im Nationalsozialismus öffentlich bekannt war.
Außerdem machte Jakob die Erfahrung, dass ehemalige Zentrumsmitglieder, die sich den Nazis angedient hatten, wieder entscheidende Posten bekamen. Jakob widersetzte sich deren politischem Weg. Offensiv gründete er das Zentrum in Bocholt neu, um seine politischen Vorstellungen ohne die alten Zentrums-Opportunisten aktiv umsetzen zu können, und nahm dabei Isolation in Kauf.
Jakob hatte sich erhofft, dass nach dem Krieg seine Positionen als Widerstandskämpfer mehr denn je gefragt seien und er als aufrechter Nazigegner seine Positionen gesellschaftlich umsetzen könne. Doch er musste erleben, dass Kräfte das gesellschaftliche Geschehen bestimmten, die sich während des Nationalsozialismus opportunistisch verhalten hatten und als Mitläufer ohne große Einbußen durch diese Zeit gekommen waren. Diese Erfahrung machten viele aufrechte Widerständler nach Ende des Krieges. Wie Josef Jakob, hatten sie seelisch und körperlich sowie materiell gelitten und waren nun mittellos und nicht gesund genug, um sich durchgängig politisch zu engagieren.